# Norrbäck
Norrbäck är en by i Stöttingfjället, ett höglänt område i svenska Lappland. Norrbäck ligger i västra delen av Lycksele kommun norr om Norrbäcken, den nordligare av Öreälvens källflöden, inte långt från trekommungränsen mellan Lycksele, Vilhelmina och Storumans kommuner. 57 km från Lycksele, 59 km från Storuman och 59 km från Vilhelmina. Som mest har byn haft ett 70-tal personer med affär, bensinmack, skola och café. Numera finns inget av detta kvar, men däremot finns sedan 1994 en bygdegård kallad "Uttermangården", där det bland annat anordnas konstutställningar och sommarcafé.

## Historia
Från mitten av 1700-talet till början av 1800-talet anlades flera byar i Stöttingfjällsområdet. Norrbäcks historia anses börja år 1807 när Leander Samuelsson från Vägsele insynade nybygget. 1809 kom Per Andersson Utterman till Norrbäck tillsammans med sin hustru Anna Jonsdotter från Siksele, sin 10-årige son Jan och en ko och bosatte sig i västra delen av byn. Sonen Jan kom sedermera att odla upp en stor del av nuvarande Norrbäck.